# Gorua polita
Gorua polita är en fjärilsart som beskrevs av Louis Beethoven Prout 1921. Gorua polita ingår i släktet Gorua och familjen nattflyn. Inga underarter finns listade i Catalogue of Life.